# 人生は死ぬまでの暇つぶし
人生は死ぬまでの暇つぶし（じんせいはしぬまでのひまつぶし）は、人生とは何であるかの概念。

## 概要
ブレーズ・パスカルの言葉であると伝えられている。『パンセ』の中に人生は死ぬまでの暇つぶしであるというようなことが書かれており、ここからこの言葉が広まった。池田信夫は、人生とは何かという問いに対して答えは、中学生のときにパンセを読んでからずっと気晴らしであると言っている。パンセの言葉を解釈すれば、人生には意味が無いという事実を忘れるために常に何かをして気を紛らわせるのだという意味になる。パスカルはウサギ狩りを例にとり、狩りというのはウサギを手に入れるために行うのではなく、狩りを行うことによって気晴らしをすることが目的で狩りが行われていると説明する。それ以後の西洋哲学では暇つぶしを考察することが重要なテーマとなる。フリードリヒ・ニーチェのニヒリズムとそれを克服する超人や、カール・マルクスによって求められた労働時間の短縮から暇な時間を拡大することが社会の究極の目的であるという思想に行き着く。
今東光は人生はいかに生きるかという問いに対して、人生とは冥土までの暇つぶしであるため、上等の暇つぶしをしなければならないと述べている。評判を気にして汲々として生きている人には、人生とは嫌われて生きる方が良いと諭す。今東光は迷いの元凶は人生に正解を求める心からであると言い、正しい人生なんてものは無くて、結局はただ生まれて生きてただ死ぬだけのことであるため、どのように生きるかはそれぞれの計らいで良いと述べている。死ぬまでの人生を思うままに生きたらよいとして、空々寂々な人生を否定する。
堀江貴文は人生は壮大な暇つぶしであると語る。今の時代は昔のような生きるために働くという時代を超越した時代であるため、このような時代に豊かな人生を送るためには、様々な遊びを全力ですることが大切であると語っている。
西村博之も人生は死ぬまでの暇つぶしであると発言している。2022年に西村博之の名言を集めた書籍が出版され、この書籍ではこの言葉も名言として紹介されている。
立川談志は人生は死ぬまでの暇つぶしという言葉を残してこの世を去った。立川談志の娘である松岡ゆみこは、この言葉は父の了見を表す言葉であるとして、こういう父の基準を了見に生きていこうと父が死んだときに真っ先に決めたという。